# Can Teuler (Castellterçol)
Can Teuler és una obra de Castellterçol (Moianès) inclosa a l'Inventari del Patrimoni Arquitectònic de Catalunya.

## Descripció
Casa entre parets mitgeres, amb façana alineada al carrer de Sant Llogari. Consta de planta baixa, pis i golfes. La coberta és a dues vessants. El portal d'entrada és d'arc de mig punt adovellat i les altres obertures són quadrades i allindades amb carreus de pedra.
A la dovella central de la porta d'entrada hi ha un relleu de pedra emmarcat en figura geomètrica trapezoïdal. A la part inferior hi ha la data 1674. a la part superior hi ha una custòdia flanquejada a ambdós costats per una rosa amb branques i fulles. La peça està treballada en relleu sobre el mateix pla de la pedra, és de molt fina factura i es conserva en perfecte estat.

## Història
Al segle xvii, amb la creació del gremi de peraires i el floriment del negoci de la neu, la població experimentà una notable creixença. El carrer Sant Llogari és l'eix vertebral del Castellterçol històric.
El relleu de la porta d'entrada va ser instal·lat com a record pel fet d'haver-se resguardat en aquest edifici la custòdia durant la processó del Corpus de 1674 per la tempestat que es desencadenà durant la mateixa